# Emilio Giacomo Cavalieri
Emilio Giacomo Cavalieri (24. července 1663, Neapol – 11. srpna 1726, Troia) byl italský římskokatolický duchovní, člen Kongregace zbožných venkovských katechetů a biskup troiský.

## Život
Narodil se 24. července 1663 v Neapoli jako syn právníka Federica, který zastával funkce tajemníka Neapolského království a Eleny d'Avenia. Jeho sestra byla matkou Alfonse Maria z Liguori.
Jeho otec ho vedl k právnické kariéře, ale pod vlivem otce Antonia Torrese se roku 1684 rozhodl vstoupit do Kongregace zbožných venkovských katechetů. Roku 1687 byl vysvěcen na kněze. Kardinál a arcibiskup neapolský jej jmenoval examinátorem zpovědníků a svěcenců, synodním expertem, konzultantem tribunálu Svatého oficia při arcibiskupské kurii.
Díky přátelství s papežem Inocencem XII. ho 19. dubna 1694 jmenoval biskupem Troii, jedné z nejbohatších diecézí v království. Pastorační činnost biskupa Cavalieriho se vyznačovala přísnou disciplínou a odhodláním budovat církev uspořádanou ve strukturách. Jeho boj proti zneužívání a výsadám ho přivedl do konfliktu s místním duchovenstvem. Postavil nový seminář a často konal pastorační návštěvy.
Byl přítelem a duchovním rádcem svatého Pavla od Kříže, zakladatele Passionistů. Povzbuzoval také svého synovce Alfonse Maria z Liguori v jeho duchovní cestě, který založil kongregaci Redemptoristů.
Zemřel 11. srpna 1726 v Troii.

## Proces svatořečení
Jeho proces svatořečení byl zahájen v diecézi Lucera-Troia.